# Max von Milkau

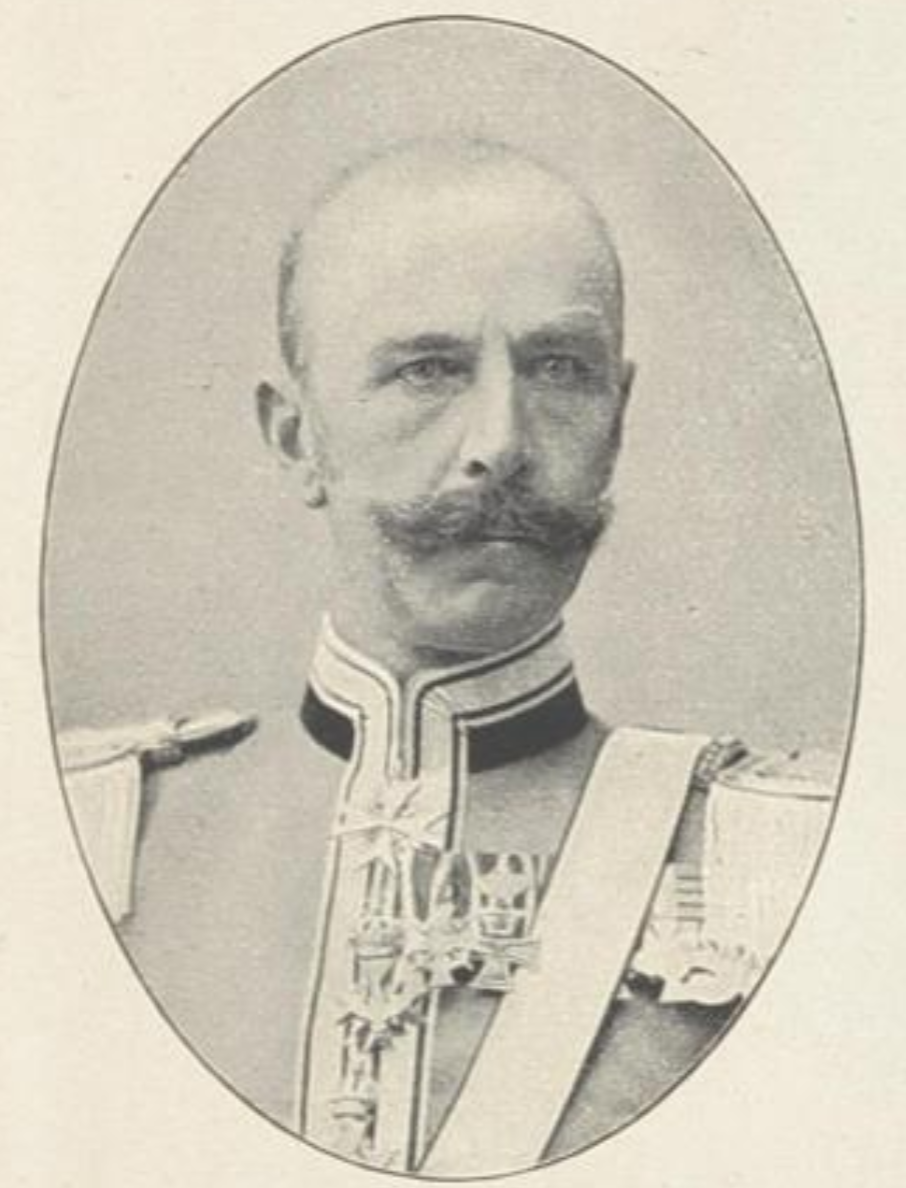
Max von Milkau

Max Friedrich Robert Freiherr von Milkau (* 1850 in Skassa; † 16. Juni 1908 in Gotha) war ein sächsischer Generalleutnant.

## Leben
Max von Milkau trat 1869 in das Ulanen-Regiment „Kaiser Franz Josef von Österreich, König von Ungarn“ (1. Königlich Sächsisches) Nr. 17 der sächsischen Armee ein und wurde schon im selben Jahr zum Fähnrich ernannt. Inmitten des Krieges gegen Frankreich erfolgte am 27. Juli 1870 seine Beförderung zum Leutnant. Er wurde für seine Verdienste im Konflikt, darunter auch bei der Belagerung von Paris, mit dem Eisernen Kreuz II. Klasse und dem Ritterkreuz des Albrechtsordens mit Schwertern ausgezeichnet. Am 30. Dezember 1870 unternahm er mit zwei Mann eine kühne Rekognoszierung der Festung Cambroy und konnte bis zum Waffenplatz vordringen, bis er durch Gegenbeschuss der französischen Truppen gezwungen war die Rückkehr anzutreten. Er konnte sich aber die genaue Stärke der Festungsbesatzung einprägen und wurde deshalb größtens ausgezeichnet. Der Ritt fand auch in französischen Zeitungen Beachtung.
Nach Kriegsende avancierte er 1875 zum Oberleutnant und 1880 zum Rittmeister. 1882 wurde er Eskadronschef im Regiment und 1889 zur Schießschule in Spandau abkommandiert. Nach seiner Beförderung zum Major im Jahr 1890 wurde er etatsmäßiger Stabsoffizier im Regiment. Er wurde am 7. April 1894 als Nachfolger von Oberst Karl Emil Kirchner zum Regimentskommandeur des Königlich Sächsischen Karabinier-Regiment (2. Schweres Regiment) ernannt. Er verblieb die weiteren Jahre in dieser Eigenschaft und erlebte 1895 die Beförderung zum Oberstleutnant und am 17. April 1898 die zum Oberst. Am 15. September 1899 wurde er zu den Offizieren von der Armee versetzt. Am 29. März 1900 wurde er als Nachfolger von Generalmajor Hermann von Broizem zum Brigadekommandeur der 3. Kavallerie-Brigade Nr. 32 ernannt und wechselt am 22. März 1901 in gleicher Eigenschaft in die 1. Kavallerie-Brigade Nr. 23, wo er am 19. Juli 1901 zum Generalmajor befördert wurde. Gleichzeitig war er auch mit der Wahrnehmung der Geschäfte des Inspekteurs der Militär-Reitanstalt beauftragt. Nach mehreren Jahren in dieser Position wurde er unter Genehmigung seines Abschiedsgesuches am 22. April 1905 unter Verleihung des Charakters eines Generalleutnants zur Disposition gestellt.
Er war mit Katharine Benus verheiratet und bekam einen Sohn, den späteren Major Hans von Milkau, welcher im August 1915 in Afrika verstarb. Er selbst wurde in Gotha eingeäschert.